# Bitva o Imphál
Bitva o Imphál (součást operace U-go, někdy též označované jako operace C) byla součástí bojů v jihovýchodní Asii během druhé světové války. Ofenziva, v rámci níž se Japonská císařská armáda a Indická národní armáda pokusily o průnik na indické území ovládané Brity, probíhala roku 1944 od března do července. Operaci veleli generálporučíci Masakazu Kawabe a Renja Mutaguči, vrchní velení Indické národní armády ztělesňoval Subháš Čandra Bose.
Útok na Imphál zahájili Japonci 8. března, fakticky zároveň s útokem na Kohimu. Při vpádu do Indie přerušili silnici spojující obě města a začali postupovat oběma směry. Přerušením silnice mezi oběma městy Japonci a svobodní Indové Imphál prakticky obklíčili. Město tak bylo možné zásobovat pouze letecky, na což se Britové adaptovali a zřídili zde polní letiště. Boje probíhající několik měsíců přinášely Japoncům velké ztráty, nikoliv však strategický úspěch. Imphál se jim do příchodu monzunových dešťů dobýt nepodařilo. Začaly narůstat problémy se zásobováním a japonské divize účastnící se ofenzivy se hroutily kvůli poklesu bojové morálky. Boje o Imphál skončily na začátku července 1944 stažením zbytků sil Japonské císařské armády a Indické národní armády. Japonské armádě způsobil pokus o proniknutí do nitra Indického subkontinentu těžké ztráty na životech a zdraví jejích vojáků i tažných zvířat a ztráty na materiálu. Zároveň se vojskům Osy ve východní Asii již nikdy nepodařilo provést další ofenzivu.